# Paul Duchesnay
Pour les articles homonymes, voir Duchesnay.
Paul Duchesnay, né le 30 juillet 1961 à Metz en Lorraine,, est un patineur artistique français et canadien. Il a patiné en danse sur glace avec sa sœur Isabelle Duchesnay, d'abord pour le Canada (jusqu'en 1985) puis pour la France. Sa sœur et lui ont été champions du monde en 1991 à Munich et vice-champions olympiques aux jeux d'Albertville en 1992.

## Biographie

### Carrière sportive
En 1982, ils terminent 3e du Grand Prix international de Saint-Gervais.
Désolés de la politique de l’Association canadienne de patinage artistique et après une décevante troisième place aux championnats canadiens en 1985, ils usent de leur double citoyenneté pour représenter la France sur les conseils de Jean-Claude Letessier (fondateur du club de danse sur glace de Morzine Avoriaz).
Dès la saison suivante, ils deviennent champions de France de danse sur glace, succédant à Sophie Merigot et Philippe Berthe. Leur chorégraphe est Christopher Dean, champion olympique de 1984.
Ils sont devenus ensuite champions du monde en 1991. Grands favoris des Jeux olympiques d'hiver de 1992 à Albertville, ils ont été néanmoins battus par Marina Klimova et Sergueï Ponomarenko.
Leur classement dans les trois premiers mondiaux permet à la France d'engager trois couples de danse en 1992.

## Palmarès
| Compétitions principales | 1985    | 1986    | 1987    | 1988    | 1989    | 1990    | 1991    | 1992    |  |  |  |  |  |  |
| Jeux olympiques d'hiver  |         |         |         | 8e      |         |         |         | 2e      |  |  |  |  |  |  |
| Championnats du monde    |         | 12e     | 9e      | 6e      | 3e      | 2e      | 1er     |         |  |  |  |  |  |  |
| Championnats d’Europe    |         | 8e      | 5e      | 3e      | F       | 3e      | 2e      | F       |  |  |  |  |  |  |
| Championnats du Canada   | 3e      |         |         |         |         |         |         |         |  |  |  |  |  |  |
| Championnats de France   |         | 1er     | 1er     | F       | F       | 1er     | 1er     | F       |  |  |  |  |  |  |
|                          |         |         |         |         |         |         |         |         |  |  |  |  |  |  |
| Autres compétitions      | 1984/85 | 1985/86 | 1986/87 | 1987/88 | 1988/89 | 1989/90 | 1990/91 | 1991/92 |  |  |  |  |  |  |
| Skate America            |         |         | 1er     |         |         |         |         |         |  |  |  |  |  |  |
| Moscou Skate             | 8e      |         |         |         |         |         |         |         |  |  |  |  |  |  |
| Légende : F= Forfait     |         |         |         |         |         |         |         |         |  |  |  |  |  |  |

## Filmographie
- En 2001, le réalisateur canadien Richard Martin tourne un téléfilm intitulé La glace et le feu retraçant leurs vies.